# Hoyerswege
Hoyerswege ist ein Ortsteil der Gemeinde Ganderkesee im niedersächsischen Landkreis Oldenburg.

## Geografie und Verkehrsanbindung
Der Ortsteil liegt südöstlich vom Kernbereich von Ganderkesee. 
Durch den Ort führen die Bundesstraße 213 und die Landesstraße L 874. Die Bundesautobahn 28 verläuft in geringer Entfernung nördlich.
Ein Großteil der Bewohner des Ortsteils wohnt an der Straße "Auf dem Berge", die die einzige Straße binnen der geschlossenen Ortschaft ist.

## Persönlichkeiten
- Renate Kern (* 1945; † 1991 in Hoyerswege), Schlager- und Country-Sängerin